# Paulo Ferreira (futebolista)
Paulo Renato Rebocho Ferreira OIH (Cascais, Cascais, 18 de janeiro de 1979) é um ex-futebolista português que atuava como lateral-direito. Atualmente trabalha como auxiliar técnico do Milan.
Depois de ter começado no Estoril, passou a maior parte dos seus 16 anos de carreira no Porto e no Chelsea, assinando com o último em 2004, por 20 milhões de euros. Ganhou vários títulos importantes com os dois clubes, incluindo dois títulos da Liga Sagres, três troféus da Premier League e as edições de 2004 e 2012 da Liga dos Campeões.
Disputou 62 partidas pela Seleção Portuguesa entre 2002 e 2010, disputando duas Eurocopas e duas Copas do Mundo.

## Carreira

### Início da carreira
Nascido em Cascais, Distrito de Lisboa, Paulo Ferreira iniciou sua carreira em 1998 pelo Estoril Praia, clube que na época disputava a Segunda Liga. Nas duas temporadas seguintes foi atuando com mais frequência, aparecendo cada vez mais no time titular.
No ano de 2000 se transferiu para o Vitória de Setúbal. Marcou 2 gols em 33 jogos na temporada 2000-2001, ajudando a sua equipe a subir para a Primeira Divisão portuguesa depois de terminarem em segundo lugar. Sua primeira aparição na Liga Sagres foi no dia 13 de agosto de 2001, em uma derrota por 3 a 1 contra o Marítimo.

### Porto
A pedido do técnico José Mourinho, transferiu-se para o Porto na janela de verão de 2002. Foi Jorge Jesus que o transformou em lateral-direito, quando atuava no Vitória de Setúbal. Foi titular absoluto nas duas temporadas em que disputou pelos Dragões, ganhando dois Campeonatos Nacionais consecutivos.
Estava na equipe titular que disputou a final da Copa da UEFA de 2003 contra o Celtic, em Sevilha (que terminou com uma vitória por 3 a 2). Jogou também a final da Liga dos Campeões de 2004, vencendo o Monaco na final.

### Chelsea
No dia 22 de junho de 2004, foi contratado pelo Chelsea por 20 milhões de euros, juntando-se assim aos dois portugueses do elenco, o zagueiro Ricardo Carvalho e o técnico José Mourinho. Em sua primeira temporada pelos Blues, disputou 42 partidas e ajudou o Chelsea a conquistar seu primeiro título do Campeonato Inglês em 50 anos. Também foi campeão da Copa da Liga Inglesa.
Marcou seu primeiro gol pelo clube londrino no dia 19 de fevereiro de 2006, em uma vitória por 3 a 1 sobre o Colchester pela quinta fase da Copa da Inglaterra. No entanto, passou a ser preterido pelo holandês Boulahrouz na temporada 2006-07, e depois pelos meio-campistas Lassana Diarra e Geremi. No dia 19 de maio de 2007, jogou os 120 minutos da vitória por 1 a 0 contra o Manchester United na Copa da Inglaterra, a primeira final a ser disputada no novo Wembley.
Na temporada 2007-08 continuou como reserva, dessa vez de Belletti e Essien. Ainda assim, no dia 18 de fevereiro de 2008 renovou por cinco anos com o Chelsea, e no início da temporada seguinte passou da camisa 20 para a 19 após a chegada do compatriota Deco.
No dia 23 de setembro de 2009, após uma longa lesão, Paulo Ferreira voltou a atuar em uma partida da Copa da Liga Inglesa contra o Queens Park Rangers. Em 2 de dezembro, na mesma competição, ele marcou seu segundo e último gol pelos Blues, um empate nos últimos minutos da prorrogação contra o Blackburn. O Chelsea viria a ser eliminado nos pênaltis.
Já na temporada 2009-2010, Paulo Ferreira voltou a ser titular após os laterais Bosingwa e Ivanović sofrerem lesões por problemas físicos. Com a lesão do também lateral Ashley Cole, o russo Yuri Zhirkov foi deslocado para a lateral-esquerda e o desempenho da equipe surpreendeu, pois o Chelsea goleou o Aston Villa por 7 a 1 e venceu o Manchester United por 2 a 1. Paulo Ferreira disputou 20 jogos oficiais, ajudando sua equipe a faturar a dobradinha.
No dia 20 de abril de 2011 disputou sua partida de número 200 pelo Chelsea, atuando os 90 minutos na vitória em casa por 3 a 1 contra o Birmingham. Foi descrito por Mourinho como "um jogador que nunca será o craque do jogo, mas sempre jogará com raça e disposição para que sua equipe saia vitoriosa".
Sob o comando de Carlo Ancelotti, Paulo Ferreira aparecia com frequência na equipe titular, mas depois do italiano ser demitido e substituído por André Villas-Boas, dificilmente voltou a equipe, pois o técnico português optou por um time mais jovem em função de já possuir muitos veteranos. Seu primeiro jogo na temporada 2011-12 foi no dia 21 de setembro de 2011, em uma vitória nos pênaltis sobre o Fulham pela Copa da Liga Inglesa. Sua primeira aparição na Premier League ocorreu no dia 22 de dezembro, depois de substituir o lesionado Ivanović em um empate de 1 a 1 contra o Tottenham; nos minutos finais da partida, o sérvio sofreu uma fratura na bochecha em um confronto com Gareth Bale.
No dia 27 de março de 2012, em jogo pela Liga dos Campeões, Paulo Ferreira teve outro sólido desempenho defensivo para ajudar o Chelsea a derrotar o Benfica por 1 a 0, no Estádio da Luz. No dia 19 de maio, esteve no banco de reservas e não utilizado na final contra o Bayern de Munique.
O contrato de Paulo Ferreira durou até o final da temporada 2012-2013, e tanto o jogador quanto o clube confirmaram que não iriam renová-lo após o seu término. No dia 19 de maio de 2013, disputou o seu último jogo da Premier League contra o Everton, vindo do banco de reservas. Após a partida foi muito saudado e recebeu uma salva de palmas, pois a vitória de 2 a 1 garantiu aos anfitriões uma vaga na fase de grupos da Liga dos Campeões. Depois, o seu companheiro de equipe Frank Lampard se dirigiu à torcida e elogiou o lateral de 34 anos, que anunciou que estava se aposentando do futebol e agradeceu aos torcedores pelo carinho; em nove temporadas pelos Blues, ele disputou 217 jogos oficiais.
Após se aposentar, virou diretor de relações institucionais do Chelsea, e posteriormente passou a ser olheiro do clube, cargo em que ocupa atualmente.

## Seleção Portuguesa
Pelas Seleções Portuguesas sub-20 e sub-21, Paulo Ferreira disputou um total de 27 partidas. Realizou sua estreia pela Seleção Principal no dia 7 de setembro de 2002, jogando o segundo tempo de um empate em 1 a 1 com a Inglaterra no estádio Villa Park.
Em 2004, foi convocado pelo técnico Luiz Felipe Scolari para disputar a Eurocopa. Começou como titular no primeiro jogo da competição, em que a Seleção Portuguesa enfrentou a Grécia, mas uma série de erros na derrota por 2 a 1 fez com que ele perdesse a titularidade para Miguel no restante do torneio. No entanto, uma lesão de Miguel no primeiro tempo da final fez com que Paulo Ferreira voltasse a atuar, não conseguindo impedir a vitória grega pelo placar de 1 a 0. A 5 de julho de 2004, foi agraciado com o grau de Oficial da Ordem do Infante D. Henrique.
Na Copa do Mundo de 2006, disputou dois jogos pela Seleção: na derrota por 1 a 0 na semifinal contra a França, novamente substituindo o lesionado Miguel durante o segundo tempo, e foi titular na disputa do terceiro lugar contra a Alemanha (derrota por 3 a 1). Posteriormente, após a concorrência com Bosingwa e Miguel pela lateral-direita, foi deslocado para a lateral-esquerda após o afastamento de Nuno Valente.
Esteve entre os 23 convocados da Seleção para a Euro 2008. Foi titular nos primeiros quatro jogos atuando como lateral esquerdo, e a Seleção Portuguesa viria a ser eliminada nas quartas-de-final.
Regular nas Eliminatórias da Copa do Mundo FIFA de 2010, foi convocado pelo técnico Carlos Queiroz. Esteve presente na estreia da Seleção Portuguesa na Copa, um empate sem gols contra a Costa do Marfim.
No dia 30 de agosto de 2010, logo após Simão Sabrosa, Paulo Ferreira anunciou que também estaria se aposentando da Seleção.

## Títulos
Porto
- Liga dos Campeões da UEFA: 2003-04
- Liga Europa da UEFA: 2002-03
- Campeonato Português: 2002-03, 2003-04
- Taça de Portugal: 2003
- Supertaça de Portugal: 2003

Chelsea
- Liga dos Campeões da UEFA: 2011-12
- Liga Europa da UEFA: 2012-13
- Campeonato Inglês: 2004-05, 2005-06, 2009-10
- Copa da Inglaterra: 2006-07, 2008-09, 2009-10, 2011-12
- Copa da Liga Inglesa: 2005, 2007
- Supercopa da Inglaterra: 2005, 2009